# Song-Mbong
Song-Mbong est un village de la région du Centre du Cameroun. Il est localisé dans l'arrondissement (commune) de Messondo.

## Population et société
En 1962, la population de Song Mandeng était de 507 habitants. Song-Mbong comptait 650 habitants lors du dernier recensement de 2005. La population est constituée pour l’essentiel de Bassa.